# Lodovico Gambara
Lodovico Gambara (Felino, 1898 – Parma, 15 dicembre 1973) è stato un pediatra, giornalista e saggista italiano.

## Biografia
Suo padre Luigi fu uno dei medici più conosciuti di Parma, medico di fiducia di monsignor Guido Maria Conforti e di suor Anna Maria Adorni. Dopo avere prestato servizio nei reparti di Sanità  durante la prima guerra mondiale, nel 1922 si laureò in medicina all'Università di Parma. 
Nel 1924 si specializzò in pediatria all'Università di Milano.
Fu assistente per alcuni anni del prof. Angelo Braga all’Ospedale di Parma. Si dedicò poi all'attività di pediatra assieme a suo padre, con cui lavorò per quasi vent’anni. Fu uno dei primi medici a introdurre a Parma le moderne tecniche di puericultura, che insegnò anche alle suore Luigine. Nel 1930 si sposò con Clara Thovazzi, dalla quale ebbe cinque figli, quattro maschi e una femmina.
Appassionato di pittura, fin dai tempi dell’università strinse amicizia con alcuni pittori parmigiani, tra cui Amos Nattini a Latino Barilli. Fu per molti anni tra i più apprezzati giornalisti della Gazzetta di Parma; scrisse articoli e saggi anche sulle riviste Aurea Parma e Parma per l’Arte.
Ricoprì cariche importanti in enti e istituti di Parma: dal 1956 al 1959 fu presidente del Conservatorio Arrigo Boito, promuovendone il restauro. Fu tra i fondatori della sezione provinciale dell’Unione italiana ciechi, presidente della Corale Verdi, vice presidente del circolo culturale Famija Pramzana e socio della Deputazione di Storia Patria per le Province Parmensi.
A Parma gli è intitolata una strada del quartiere Molinetto, laterale di via Chiavari.

## Pubblicazioni (parziale)
- Novelle parmigiane dell’Ottocento, ed. Fresching, Parma, 1952
- Il Conservatorio di musica Arrigo Boito, ed. Fresching, Parma, 1958
- Le Ville Parmensi, ed. La Nazionale, Parma, 1966
- Palazzi e Casate di Parma (con Marco Pellegri e Mario De Grazia), ed. La Nazionale, Parma, 1971